# Gwendraeth
Der Gwendraeth (walisisch Afon Gwendraeth) ist ein Fluss in Carmarthenshire in Wales. Er besteht aus zwei Flussarmen, dem Gwendraeth Fach und dem Gwendraeth Fawr. Die beiden Flussarme fließen erst westlich der Stadt Kidwelly zusammen. Der Gwendraeth geht jetzt in einen weiten Mündungstrichter über und mündet kurz darauf zusammen mit dem Tywi und dem River Taf in die Carmarthen Bay.   
Der nördliche Flussarm, der Gwendraeth Fach (walisisch für Kleiner Gwendraeth) ist der längere der beiden Flussarme. Er entspringt etwa 6 km nördlich des Dorfes Cross Hands bei Penrhiwgoch. Er fließt nach Südwesten, bevor er südlich von Llandyfaelog nach Süden und durch Kidwelly fließt, bis er westlich der Stadt mit dem südlichen Flussarm, dem Gwendraeth Fawr, zusammenfließt.
Der südliche Flussarm, der Gwendraeth Fawr (walisisch für Großer Gwendraeth), entspringt im See Llyn Llech Owain nördlich des Dorfes Gorslas. Der Legende nach soll der walisische Söldnerführer Owain Lawgoch den See geschaffen haben. Der See liegt in einem 64 ha großen Country Park und ist als Lebensraum zahlreicher Wildvogelarten als Site of Special Scientific Interest geschützt. Der Fluss verlässt den See in südwestlicher Richtung. Er fließt in einem weiten Flusstal, bis er in die Küstenebene der Pinged Marsh kommt. Durch die Ebene wurde von 1766 bis 1768 durch Thomas Kymer der Kymer Canal von den Kohlegruben von Pwll y Llygod nach Kidwelly gebaut, der als erster schiffbarer Kanal in Wales gilt. Der Gwendraeth Fawr fließt nördlich des Flughafens Pembrey vorbei und fließt schließlich westlich von Kidwelly mit dem Gwendraeth Fach zusammen.